# 刺桐
刺桐（學名：Erythrina variegata）是豆科刺桐屬的落葉性喬木。原產在熱帶亞洲及太平洋洲諸島的珊瑚礁海岸。是中国泉州市、日本宮古島市的市花。「刺桐城」為泉州的別稱，亦為台南市之古別稱。台灣噶瑪蘭族以刺桐(napas)花開時為過年。

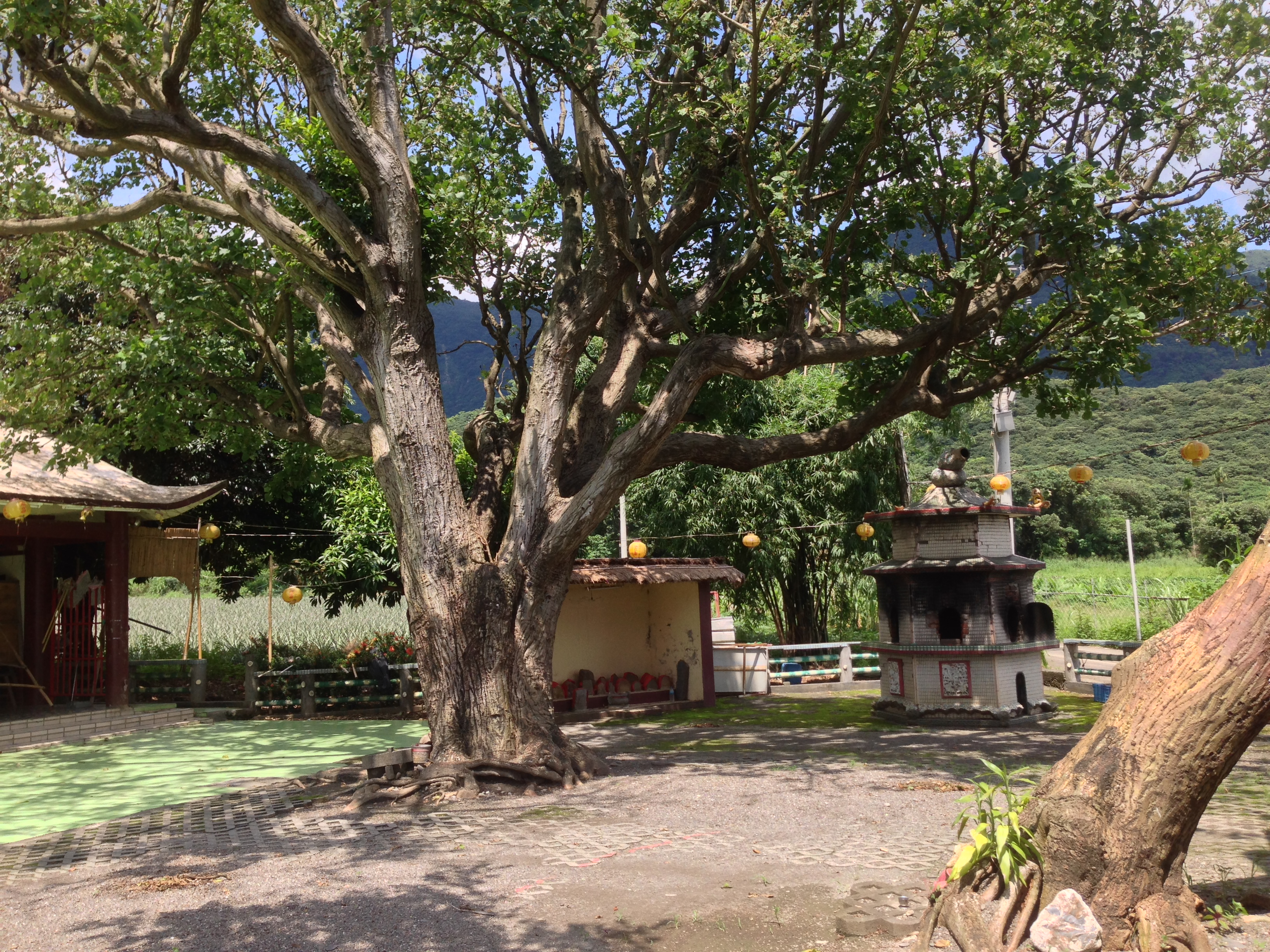
中埔公廨廟前受祭拜的刺桐，臺灣原住民並以此計年。

## 特徵
刺桐，是落葉喬木，可高達27公尺，幼枝有黑色的小刺，且刺很容易脫落，在粗大的莖上則看不到；葉為三出羽狀複葉，葉柄長約20公分，葉接近擴菱形，三片小葉，小葉長寬可達20公分左右，總共有四個腺點，一共兩對，腺點主要吸引螞蟻來幫他抵擋外敵，有互利共生，而幼葉時有褐色絨毛。冬天落葉，春天開花才長新葉，原產於熱帶地區、太平洋諸島，最遠到日本，在台灣原生種則長於蘭嶼、綠島以及南台灣。花期3-4月，果期8月。花為朱紅色，擬頂狀花序，頂生，長約20公分，因此遠遠看像一長串的爆竹，因為是豆科植物，所以果實為莢果，結黑籽。現作為裝飾樹種廣為種植，並出現開白花的品種（Alba）。

## 病害及塌樹意外
刺桐的蟲害主要有原產非洲的刺桐姬小蜂，可能因全球貿易開通導致刺桐釉小蜂來到亞洲，成為入侵物種，加上牠們專一於吸食刺桐屬，導致受創慘重。自2005年，中國國家林業局公佈刺桐姬小蜂廣泛破壞深圳市的刺桐樹，令當地樹種的枝幹及葉片出現病害，做成落葉及植株死亡的情況。該情況也蔓延至香港的刺桐樹。在台灣，因為刺桐釉小蜂的產卵以及吸食刺桐葉片組織，導致目前絕大部分刺桐無法開花結果，甚至死亡。
此外，近年來種植的刺桐密度過高，也是受創的原因之一。因為刺桐釉小蜂母的會在幼葉產卵又或者小小蜂開始吸食葉片組織，導致有蟲癭，而很多的蟲癭就會使葉片組織不正常增生無法進行光合作用，以及養分和水分的吸取管道遭阻斷，導致刺桐陸續死亡。
2008年8月27日，颱風鸚鵡吹襲過後，香港赤柱一棵過百年樹齡的刺桐樹塌下，一名路經的香港大學商學院女學生莊頌賢頭部被樹幹擊中死亡，另有兩名小童受傷；該刺桐樹因樹幹直徑達1500毫米而列入康樂及文化事務署的古樹名木冊內，當時估計樹齡達80載歷史。經專家檢驗後發現與刺桐姬小蜂入侵有關。

## 文化
以前，刺桐在台灣滿山遍野，原住民們因為以前沒有所謂的日曆、農曆等工具，因此，當刺桐開花的時候，滿滿的紅色爆竹，也正代表春天的到來，所以也被稱為四季樹。

## 圖像

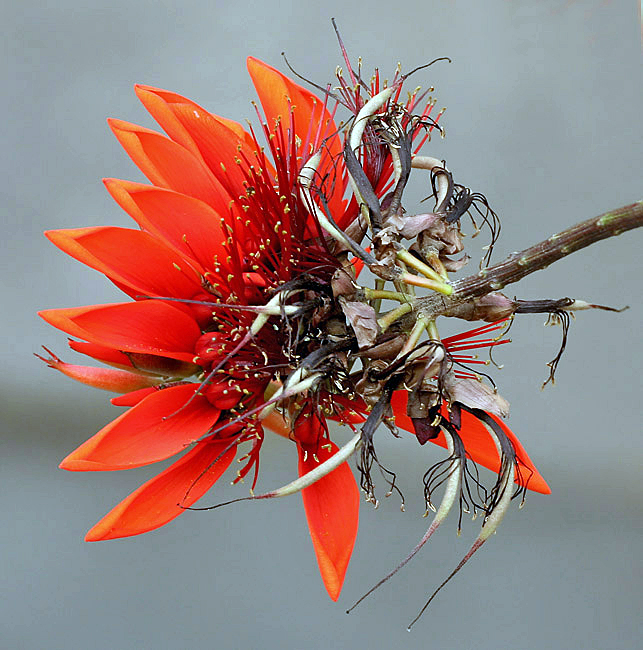
刺桐的花
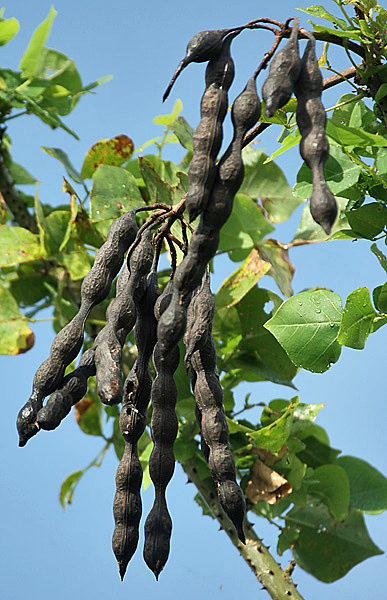
刺桐的葉與莢果
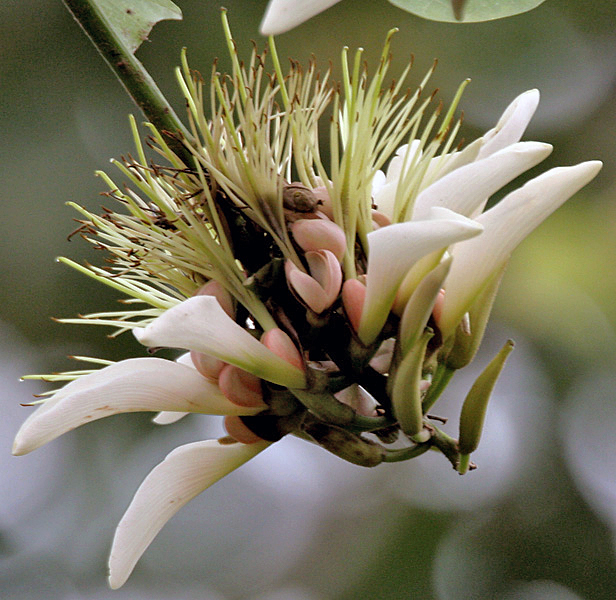
刺桐白花品種（'Alba'）

## 延伸阅读
[在维基数据编辑]
 《欽定古今圖書集成·博物彙編·草木典·刺桐部》，出自陈梦雷《古今圖書集成》

## 外部連結
- Elevitch, Craig R.; W. Arthur Whistler.  (PDF). The Traditional Tree Initiative. April 2006  [2011-12-15]. （原始内容存档 (PDF)于2012-02-18）.
- 刺桐, Citong （页面存档备份，存于） 藥用植物圖像數據庫 (香港浸會大學中醫藥學院) （繁體中文）（英文）

## 延伸阅读
[在维基数据编辑]
 《欽定古今圖書集成·博物彙編·草木典·刺桐部》，出自陈梦雷《古今圖書集成》